# Mihály István
Mihály István, eredeti neve: Merkler István (Budapest, 1892. június 28. – Ausztria, Bruck an der Leitha, 1945. február 23.) magyar író, kabaré-, dalszöveg- és forgatókönyvíró.

## Élete
Zsidó családban született. Anyja, Glück Szerén (Kiskunmajsa, 1870 – ?), és apja, Merkler Ignác (Hajós, 1864 – Budapest, 1892) egyaránt az Alföldről származott. Házasságkötésükkor, 1891. júniusban már mindketten a fővárosban laktak. Apja ugyanabban az évben lett orvosdoktor, de 1892. májusban meghalt. Az egy hónappal később született István tizenegy évig anyja családjában nevelkedett. 1904-ben anyja házasságot kötött unokatestvérével, Glück Jakabbal (1870–1957), aki jogot végzett és Pakson kapott állást (helyettes városi ügyészként?).
Mihály István iskolái elvégzése után, 1909-ben a Paksi Takarékpénztárnál helyezkedett el; novembertől 1910. áprilisig egy bécsi ügyvédi iroda tisztviselője volt, utána Budapesten a Hitelbank alkalmazottja lett. Anyja közbenjárásával elkerülte, hogy az első világháború idején behívják katonának.
Első (ismert) cikkei a paksi helyi lapban jelentek meg 1912-ben, de neve már 1910-ben feltűnt egy fővárosi kabaré programfüzetben. Könnyen, gyorsan írt. Már 1919-ben, a Kabarészerzők galériájában azt írták róla, hogy „verseinek, dalainak, humoreszkjeinek a számát megmondani sem lehet.” 1918-ban felhagyott bankhivatalnoki állásával, pedig ekkor már főpénztárnok-helyettes volt, és a Royal Orfeum művészeti igazgatója lett. 1924-ben házasságot kötött Feuermann Valéria Olgával (Budapest, 1903 – ?).
Az 1920-as évek közepén kezdett filmekkel foglalkozni, bár ekkor még csak fordítóként: külföldi némafilmekhez írt magyar feliratokat. 1924 és 1929 között nagyon sok filmet feliratozott, köztük Chaplin- és Buster Keaton-filmeket is. Négy némafilmhez készített forgatókönyvet, az egyiket rendezte is (A hét fátyol), ám a filmek nem maradtak fenn. A némafilmes korszak végén néhány színdarabot írt.
1930-ban Berlinbe utazott és ott az UFA filmgyár számára dolgozott; családjával 1932 végén tért vissza Budapestre. Itthon is sokat dolgozott: verset, dalszöveget, kabarétréfát, filmszövegkönyvet írt, de a hazai filmgyártás két válságos évében kereset nélkül maradt. Ekkor a család tárgyait elárverezték, a házaspár külön költözött, 1937-ben elváltak.
Amikor beindult a filmgyártás, a szövegkönyvekkel újra sokat keresett. Az 1939-ben hozott úgynevezett második zsidótörvény mint zsidó személynek nem tette lehetővé, hogy saját nevén dolgozzon. 1939 novemberében megkeresztelkedett, de ez nem változtatott a helyzeten. Továbbra is gyakran foglalkoztatták, de csak „négert”-ként végezhetett munkát (a honorárium egy részéért keresztények kölcsönadták nevüket). A Magyar Filmintézetnél 1973-ban a munkásságáról készített tanulmány szerint 1942 és 1944 között szövegkönyvei a kéziratait gépelő titkárnő neve alatt jelentek meg.
Öt nappal a nyilas puccs után, 1944. október 20-án a 16–60 év közötti zsidó férfiak számára elrendelték a kényszermunka kötelezettséget (többnyire árokásást végeztek). Mihály Istvánt és nagyobbik fiát is elvitték, majd – bár menlevele volt –, 1944. november 28-án kétezer sorstársukkal együtt a Józsefvárosi pályaudvaron bevagonírozták és Ausztriába deportálták. Ők a határhoz közeli Bruckba kerültek. Mihály István ott írta utolsó versét (Brucki álom) és ott halt meg, mert legyengült szervezete nem bírta a megpróbáltatásokat.

### Családja
A házaspárnak két gyermeke volt: Péter (1928) és András (1933). Az anya két kisfiával együtt már 1935-ben áttért a keresztény hitre. A válás után Budapesten kozmetikusként dolgozott, de abból alig tudott megélni. Jelentkezett egy hirdetésre és 1939 elején Angliába ment cselédnek; később a vendéglátóiparban helyezkedett el.
Nagyobbik fia, Péter a holokauszt áldozata lett. Apja halála után egy hónappal, 1945. március 29-én a Bruck an der Leitha-i tábort kiürítették, az életben maradt foglyokat, köztük valószínűleg Pétert is a mauthauseni, illetve a gunskircheni koncentrációs táborba vitték, többé nem tért vissza.
András Budapest ostromát Sztehlo Gábor tiszteletes egyik gyermekotthonában vészelte át. Anyja 1946-ban érte jött, „átcsempészte” a határon és magával vitte Angliába. Ott a Merklerek távoli rokona, Korda Sándor teljes anyagi támogatást nyújtott nekik, (az anya a filmstúdió vendégházát vezette). 1949-ben mindketten megkapták a brit állampolgárságot. Merkler András a könyvszakértői szakmát választotta, majd író lett és visszatért az izraelita valláshoz.
Mihály István anyja és mostohaapja túlélte a holokausztot.

## Munkái
- Julcsiett! És más színpadi tréfák; Rácz Vilmos, Bp., 1919 (Színház és divat könyvtár)
- Ó, Cejzler úr! Kabaré-tréfák; ill. Szigethy István; Kultúra, Bp., 1921 (Tréfás könyvek)
- Yvonne (egyfelvonásos, Budapest, 1923)
- Béla, aki huszonhatéves (színmű, Budapest, 1929); bemutató: Új Színház, 1929. december 12. (címszereplő Gellért Lajos)
- Te nem ismered Verát? (vígjáték 3 felvonásban, társszerző Balassa Emil, 1929); bemutató: Fővárosi Művész Színház, 1929. december 21. (A Kabos Gyula által vezetett színházban, ugyanő játszotta a főszerepet.)
- Mihály István: A repülő arany. Kalandorfilm; Gaston Leroux és Serge Veber motívumai alapján; Elbert és Társa, Bp., 1933 (Filmkönyvek)
- Mindig az a perc... Válogatás Mihály István műveiből; vál. Merkler András; magánkiadás, Bp., 1994

### Fordítása
- Üldöz a pénz (operett 3 felvonásban, Rudolf Oesterreicher és Julius Horst darabjából). Bemutató: Budapesti Színház, 1923. május 15.

### Ismertebb slágerszövegei
Az „örökzöld” slágerek az 1930-as évek magyar filmjeinek dalbetéteiként születtek.
- Álmaimban valahol
- Holnap ki tudja, látsz-e még
- Köszönöm, hogy imádott
- Lila akácok
- Mindig az a perc a legszebb perc
- Oda vagyok magáért
- Pá, kis aranyom, pá
- Sárbogárd, Dombóvár
- Száz vágy muzsikál az éjben
- Szeressen egy kicsikét
- Tudom, hogy van neki

### Forgatókönyvei
- 1944 – Machita
- 1939 – Toprini nász
- 1938 – A papucshős (Kabos Gyula számára írt forgatókönyv, aki a főszerepet játszotta)
- 1938 – Fekete gyémántok
- 1938 – A 111-es (Heltai Jenő regényéből)
- 1937 – Családi pótlék
- 1937 – Mai lányok
- 1937 – Segítség, örököltem!
- 1936 – Barátságos arcot kérek
- 1936 – A királyné huszárja
- 1934 – Emmy
- 1934 – Búzavirág
- 1934 – Lila akác (Szép Ernő regényéből)
- 1934 – Ida regénye (Gárdonyi Géza regényéből, Stella Adorjánnal együtt)
- 1934 – Mindent a nőért!
- 1933 – Iza néni
- 1933 – Ítél a Balaton
- 1932 – Repülő arany